# Albrecht Aschoff
Albrecht Aschoff (ur. 11 kwietnia 1899 w Berlinie, zm. 11 sierpnia 1972 w Bad Neuenahr-Ahrweiler) – niemiecki polityk i prawnik, pułkownik Wehrmachtu, parlamentarzysta krajowy i europejski.

## Życiorys
Ukończył gimnazjum w Berlinie, od 1916 do 1918 walczył na froncie I wojny światowej w ramach 81 Pułku Artylerii Polowej (osiągając rangę lejtnanta). Pomiędzy 1920 a 1923 studiował prawo na Uniwersytecie Fryderyka Wilhelma w Bonn, Uniwersytecie Humboldtów w Berlinie oraz Uniwersytecie w Rostocku, w 1927 obronił doktorat poświęcony kartelom. Zdał państwowe egzaminy prawnicze pierwszego i drugiego stopnia, od 1927 do 1932 praktykował w zawodzie adwokata w Berlinie.
W 1934 wstąpił do Reichswehry (przekształconej w Wehrmacht), zostając kapitana w 3 Pułku Artylerii. Doszedł do rangi pułkownika, walczył w II wojnie światowej. Podczas działań wojennych był m.in. członkiem sztabu, oficerem łącznikowym z Armią Włoską pod Stalingradem, szefem sztabu ekonomicznego Grupy Armii Afryka (1942–1943), członkiem dowództwa 94 Dywizji Artylerii, 8 Dywzji Pancernej oraz od 1945 16 Dywizji Pancernej. Pod koniec wojny znalazł się w sowieckiej niewoli, w której pozostał aż do 1955. Po powrocie do kraju podjął praktykę adwokacką w Essen, działał w miejscowym stowarzyszeniu gospodarczym.
Od 1919 należał do Niemieckiej Partii Ludowej, zasiadał w jej władzach, w 1933 przeszedł do Narodowosocjalistycznej Niemieckiej Partii Robotników. W 1956 przystąpił do Wolnej Partii Demokratycznej, od 1960 do 1962 reprezentował ją w radzie miejskiej Essen. W kadencji 1961–1961 członek Bundestagu, od 1961 do 1963 oddelegowany do Parlamentu Europejskiego. W 1970 został wiceprzewodniczącym Europejskiego Komitetu Ekonomiczno-Społecznego, a w 1971 członkiem komisji rewizyjnej Fundacji im. Friedricha Naumanna.
W 1961 odznaczony Wielkim Krzyżem Zasługi Orderu Zasługi Republiki Federalnej Niemiec.